# 행위지배설
행위지배설( 行爲支配說, Tatherrschaft)이란 형법상 이론으로 행위자가 자기의 행위로부터 발생하는 인과의 과정을 주체적으로 지배하고 통제할 수 있는 상태를 말한다. 행위지배에 따라 정범여부를 판단하게 된다.